# No molestar!
No molestar! es el primer álbum de estudio de la cantante y modelo chilena, Raquel Calderón. Fue lanzado el 3 de julio de 2008 en todas las tiendas Feria del Disco. Fue producido por el cantautor uruguayo Gonzalo Yáñez.

## Lista de canciones
1. "Me creo punky" (Gonzalo Yáñez) - 2:43
2. "Tenerte cerca" (Receta Krishna/Gonzalo Yáñez) - 3:05
3. "Quiero seguir" (Gonzalo Yáñez) - 3:21
4. "Para poder tocarme" (Gonzalo Yáñez) - 2:48
5. "Power pop electric" (Enzo Massardo/Gonzalo Yáñez) - 2:41
6. "Volver a empezar" (Gonzalo Yáñez) 2:49
7. "Te quiero lejos" (Leonardo Saavedra) - 2:34
8. "Simplemente" (Koko Stambuk) - 3:54
9. "Detesto" (Mariel Villagra/Martina Lecaros) - 3:18
10. "Silencio" (Pablo Holman) - 4:14

## Sencillos
- 2008: "Tenerte cerca"
- 2008: "Me creo punky"
- 2009: "Simplemente"